# Jim Griffiths
Pour les articles homonymes, voir James Griffiths et Griffiths.
James Jeremiah Griffiths (19 septembre 1890 - 7 août 1975) est un homme politique du Parti travailliste gallois, un dirigeant syndical et le premier secrétaire d'État au Pays de Galles.

## Jeunesse et formation
Il est né dans le village à prédominance galloise de Betws, près d'Ammanford dans le Carmarthenshire. Il est le plus jeune des dix enfants de William Griffiths, le forgeron local. Il ne parle pas anglais jusqu'à l'âge de cinq ans. Formé à la Betws Board School, il part à l'âge de 13 ans pour travailler à la houillère n ° 1 d'Ammanford (Gwaith Isa'r Betws), où il devient finalement secrétaire de la loge. Griffiths est un pacifiste et, lors de sa campagne contre la Grande Guerre, rencontre Winifred Rutley, qu'il épouse en 1918. Son frère (David Rees Griffiths, 1882-1953) est un poète gallois remarquable qui a pris le nom bardique de «Amanwy» d'après sa vallée natale.

## Carrière politique
Griffiths poursuit ses études en fréquentant l'école du soir et devient un socialiste actif. Il aide à établir une branche du Parti travailliste indépendant à Ammanford en 1908 et en devient rapidement le secrétaire. Plus tard, il occupe le puissant poste de secrétaire du nouveau Conseil des métiers d'Ammanford (1916-1919). À l'âge de 29 ans, il quitte la mine grâce à une bourse de mineur (1919-1921) au Central Labor College de Londres, où étudient à la même époque Aneurin Bevan et Morgan Phillips.
En rentrant chez lui , Griffiths travaille comme agent du Parti travailliste de Llanelli (1922-1925), avant de devenir agent pour les mineurs Anthracite Association (1925-1936), et le président de la Fédération mineurs Galles du Sud, connue localement comme la Fed, dans le district anthracite de l'ouest du pays de Galles (1934-1936). En 1936, il est élu député travailliste pour ce qui est alors le siège sûr de Llanelli. Trois ans plus tard, il poursuit son ascension dans le mouvement travailliste en se faisant élire au Comité exécutif national du parti.
À la suite de la victoire du Labour aux élections générales de 1945, il est nommé conseiller privé et ministre de l'Assurance nationale par le premier ministre Clement Attlee. Dans ce poste, il est responsable de la création du système moderne de prestations de l'État. Il présente la loi de 1945 sur les allocations familiales, la loi sur l'assurance nationale de 1946 et la loi de 1948 sur l'assistance nationale et les accidents du travail. Avec Bevan, il est l'un des principaux architectes de l'État-providence. Il est président du Parti travailliste (1948-1949) et, en 1950, il est secrétaire d'État aux Colonies. En l'espace de deux ans, cependant, le Parti travailliste quitte le pouvoir.
Pendant la longue période dans l'opposition, Griffiths devient chef adjoint du Parti travailliste (1955-1959), et porte-parole des affaires galloises. Il utilise ses bonnes relations avec Hugh Gaitskell pour engager le Parti travailliste dans une mesure de décentralisation. Au milieu de la crise du canal de Suez de 1956, il prononce un discours important s'opposant aux tactiques sournoises du Premier ministre de l'époque, Anthony Eden dans lequel il déclare: "C'est pour notre pays une semaine noire et tragique ... une guerre injustifiable et méchante". On a dit que cela résumait l'humeur de beaucoup à l'époque.
Compte tenu de la détermination de Griffiths à obtenir un secrétariat d'État pour le Pays de Galles depuis les années 1930, Harold Wilson le persuade de retarder sa retraite et de devenir le premier secrétaire d'État du Pays de Galles après la victoire du Labour aux élections générales de 1964. À l'instigation de Wilson, Griffiths créé le bureau gallois et jette les bases du poste jusqu'aux élections générales de 1966, après quoi il retourne à l'arrière-ban. Il est nommé compagnon d'honneur.
Bien que souffrant de problèmes de santé, Griffiths évite de démissionner de la Chambre des communes, car il craignait que s'il le faisait, le parti travailliste perdrait une élection partielle à Llanelli. Plaid Cymru prend le siège voisin de Carmarthen en 1966; et le populaire entraîneur de rugby Carwyn James était sur le point de se présenter pour Plaid Cymru lors d'une élection partielle, si Griffiths avait démissionné. Il reste au Parlement jusqu'en 1970 et est remplacé à Llanelli par Denzil Davies, qui bat le candidat Plaid Cymru. L'année précédente, Griffiths avait publié son autobiographie, Pages From Memory (Londres: Dent, 1969).

## Vie privée
Il est décédé à Teddington, dans le Grand Londres, à l'âge de 84 ans, laissant deux fils et deux filles. Il est enterré à la chapelle du temple chrétien d'Ammanford. 